# Automeris boudinoti
Automeris boudinoti é uma espécie de mariposa do gênero Automeris, da família Saturniidae.
Sua ocorrência foi registrada no Peru, Huánuco, estrada Lima-Pucallpa, a 2.700 m de altitude.